# WASP-41
WASP-41とは、G型主系列星に分類される恒星で、表面温度は 5450 ± 150 K である。WASP-41は重元素の割合が太陽に類似しており、金属量（Fe/H）は -0.080 ± 0.090 であるが、年齢は 22億8900 ± 7700 万年と太陽よりはるかに若い。この恒星は強い黒点活動があることが示されており、黒点は恒星の表面の3%を覆っている。2017年時点で伴星は検出されていない。
| 太陽 | WASP-41   |
| ---- | --------- |
| 太陽 | Exoplanet |

## 惑星系
2012年、WASP-41bと命名された太陽系外惑星が発見された。2017年に観測された透過スペクトルは灰色で特徴がない。また、大気の成分を特定することはできなかった。WASP-41bの軌道は赤道面からわずかにずれており、9.15+2.85
−2.62°傾いている。平衡温度は 1242 ± 12 K である。
別の惑星WASP-41cは、2015年に発見された。これらの惑星の軌道は遠く離れているため、互いの軌道に大きな影響を与えることはない。WASP-41cの平衡温度は 247 ± 5 Kである。
| 名称 （恒星に近い順） | 質量                  | 軌道長半径 （天文単位） | 公転周期 (日)      | 軌道離心率  | 軌道傾斜角    | 半径           |
| --------------------- | --------------------- | ----------------------- | ------------------ | ----------- | ------------- | -------------- |
| b                     | 0.941+0.065 −0.064 MJ | 0.04022±0.00044         | 3.0524010±0.000004 | <0.12       | 87.700±0.080° | 1.200±0.060 RJ |
| c                     | >3.2±0.20 MJ          | 1.36±0.04               | 421±2              | 0.294±0.024 | >70°          | —              |